# هينك كونينغ
هينك كونينغ هو سياسي هولندي، ولد في 7 يونيو 1933 في بايله ‏ في هولندا، وتوفي في 31 ديسمبر 2016. نشط حزبياً في حزب الشعب من أجل الحرية والديمقراطية. وقد انتخب عضو مجلس نواب هولندا ‏.